# Carnal Diafragma
A Carnal Diafragma egy cseh goregrind (korábban pornogrind) együttes. Tagok: Martin Vasek, Robert Rozanski, David Snehota és Lukás Jelínek. 1997-ben alakultak meg Ostravában.

## Stúdióalbumok
- Preparation of the Patients for Examination (2001)
- Space Symphony Around Us (2006)
- Planet of Children's Heads (2011)
- Grind Restaurant Pana Septika (2017)